# Cicaré CH-4
Die Cicaré CH-4 war ein Hubschrauber des argentinischen Herstellers Cicaré Helicópteros.

## Geschichte
Augusto Cicaré entwickelte 1982 mit dem CH-4 einen der ersten Ultraleichthubschrauber der Welt. Hierbei achtete er besonders darauf, die Kosten so gering wie möglich zu halten, und verwendete ausschließlich einheimische Materialien. Der Hubschrauber besaß ausgezeichnete Manövrierbarkeit und war im Flug äußerst stabil. Der CH-4 diente als Ausgangsbasis einer Reihe weiterer Hubschrauberentwicklungen von Cicaré.

## Konstruktion
Der CH-4 war ein einsitziger ultraleichter Hubschrauber in konventioneller Bauweise, der von einem Zweizylinder-Zweitakt-Boxermotor mit 40,5 kW angetrieben wurde, den Augusto Cicaré aus einem Motorradmotor umbaute. Der Motor treibt den Zweiblatthauptrotor sowie den Heckrotor an. Der Hubschrauber besteht eigentlich nur aus ein paar aneinandergeschweißten Stahlrohren, auf die ein Motor und ein Sitz montiert wurden. Selbstverständlich verfügte der Hubschrauber über die erforderlichen Steuerelemente und Landekufen.

## Technische Daten
| Kenngröße             | Daten                                            |
| --------------------- | ------------------------------------------------ |
| Besatzung             | 1                                                |
| Länge                 | 7,53 m                                           |
| Höhe                  | 1,6 m                                            |
| Rotordurchmesser      | 6 m                                              |
| Leermasse             | 135 kg                                           |
| max. Startmasse       | 270 kg                                           |
| Reisegeschwindigkeit  | 100 km/h                                         |
| Höchstgeschwindigkeit | 130 km/h                                         |
| Dienstgipfelhöhe      | 2100 m                                           |
| Reichweite            | 200 km                                           |
| Triebwerke            | 1 × Zweizylinder-Zweitakt-Boxermotor mit 40,5 kW |